# Raoul Schrott

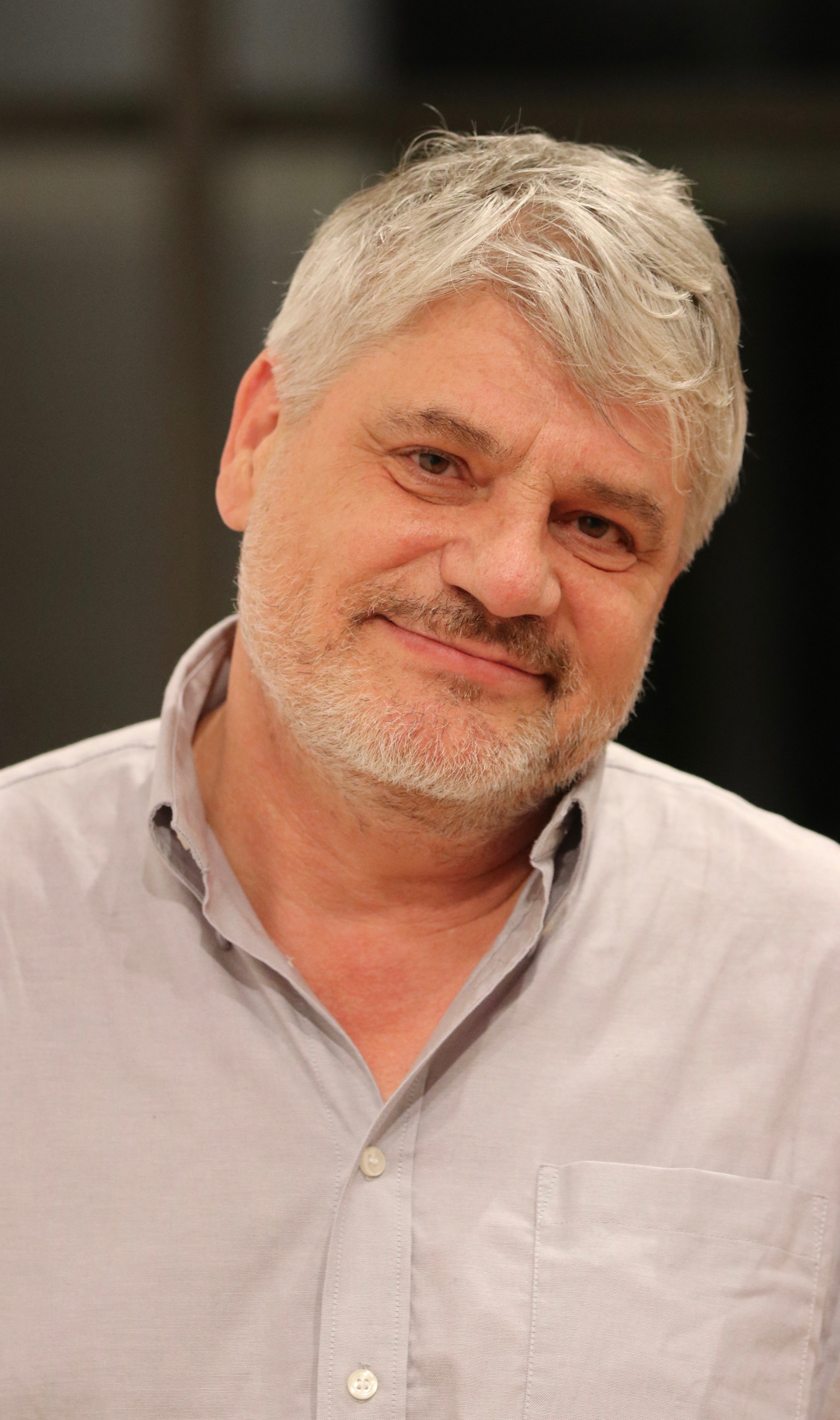
Raoul Schrott, 2019

Raoul Schrott (* 17. Januar 1964 in Landeck, Tirol) ist ein österreichischer Literaturwissenschaftler, Komparatist und Schriftsteller. 

## Leben
Raoul Schrott wurde 1964 in Landeck geboren. Die gelegentlich angeführte Angabe von São Paulo als Geburtsort beruht wohl auf einem Scherz in einem Interview von Schrott. Allerdings konnte sich die Aussage, er sei „auf einem Schiff geboren“, selbst im seriösen Feuilleton lange halten, nicht zuletzt aufgrund Schrotts eigener Tradierung des auch in Klappentexten seiner frühen Publikationen behaupteten Umstands. Raoul Schrott wuchs in Landeck, Tunis und Zürich als Sohn eines österreichischen Außenhandelsdelegierten auf.

### Ausbildung
Nach seiner Matura am Bundesrealgymnasium Landeck studierte er Germanistik, Anglistik und Amerikanistik an der Universität Innsbruck. 1983/1984 studierte er zwei Semester an der University of East Anglia, Norwich. 1986 machte er den Abschluss des Lehramtstudiums und absolvierte das Probelehrjahr am Bundesrealgymnasium/Bundesoberstufenrealgymnasium  Landeck.
1986/1987 studierte er an der Pariser Sorbonne und war zugleich Sekretär des französischen Surrealisten und Autors Philippe Soupault. Als Dissertation legte er 1988 an der Universität Innsbruck die Arbeit Dada 1921–1922 in Tirol vor.
1989/1990 studierte er mit einem Postgraduiertenstipendium des DAAD Semiotik und Komparatistik an der TU und der FU in Berlin. 1996 habilitierte er sich am Institut für Komparatistik der Universität Innsbruck mit der Arbeit: Fragmente einer Sprache der Dichtung – Poetische Strukturen von der griechischen Antike bis zum Dadaismus. Für den Weiterbestand des Instituts setzte er sich nachdrücklich ein.

### Tätigkeit
Von 1990 bis 1993 war er Lektor für Germanistik am Istituto Orientale in Neapel.
Im Wintersemester 2008/2009 wurde Schrott auf die Samuel-Fischer-Gastprofessur für Literatur an der Freien Universität Berlin berufen. 2012 hatte er die Tübinger Poetik-Dozentur zusammen mit Christoph Ransmayr an der Universität Tübingen inne. 2016/2017 war er als Gastprofessor Germanistik an der Universität Bern tätig.
Schrott lebt zurzeit in der Region Bregenzerwald, Vorarlberg.

## Werk

### Beschäftigung mit Dada und eigene Lyrik
Nach seiner Pariser Zeit als Sekretär des letzten lebenden Surrealisten Philippe Soupault wurde er mit einer Arbeit über Dadaismus in Tirol 1921–1922 promoviert, wo die französischen Dadaisten um Tristan Tzara, André Breton und Paul Éluard sich mit den Kölner Dadaisten Max Ernst und Baargeld und Hans Arp trafen, was zu einer letzten kreativen Phase der Bewegung vor ihrer Aufspaltung in Surrealisten und Konstruktivisten führte. Auf die Publikation dieses Bandes Dada 21/22, Eine Dokumentation der letzten beiden Dadajahre (1988) folgte die umfangreiche Dokumentation Dada 15/25 (1992), die Tristan Tzaras gesammelten Briefwechsel samt Auswahl aus seinem Werk zwischen 1915 und 1925 sowie Dossiers der an den Zürcher Dada-Soiréen vorgetragenen Texte enthielt.
Daneben erschienen die ersten, noch von Dada, Surrealismus und der Wiener Gruppe beeinflussten Gedichtbände. Zum ersten hatte ihn H. C. Artmann inspiriert. In direktem Widerspruch zu Tendenzen der damaligen Gegenwartsliteratur werden in ihnen die Idee der „starken Metapher“ rekapituliert, die Wirklichkeit zersetzen und transzendieren kann: „Alles in allem geht es Schrott um nichts Geringeres als um die Verteidigung der Poesie, der Metapher und anderer überkommener Stilmittel in einer Periode ihrer äußersten Gefährdung.“ Bildkräftige Schreibweisen sind das Ergebnis, die sich in Schrotts Werk von nun an schrittweise durch die Beschäftigung mit immer neuen Themenfeldern und Erkenntnismethoden verändern werden. Einen Wendepunkt stellt dabei der Band Hotels (1995) dar, mit dem er die Hinwendung zu einem poetischen Realismus vollzog, der sich an konkreten Objekten abarbeitet, um ihnen bar jeder bloß surrealen Diktion Erkenntnisse über die conditio humana abzugewinnen. Ebenso zyklisch angelegt, auf verschiedene Perspektiven auf ein zentrales Thema bezogen und jeweils mit essayistischen Vorworten und Marginalien versehen sind die Gedichtbände Tropen – Über das Erhabene (1998), Weissbuch – Über das Heilige (2004). Die Kunst, an nichts zu glauben (2015) präsentierte eine Serie von Berufs-Porträts als heutiges gesellschaftliches Panorama, umrahmt von Auszügen eines Traktats aus dem 18. Jahrhundert, das dem ersten deutschen Atheisten, Matthias Knutzen, zugeschrieben wird.

### Essayistik und Einordnung als ‚Poeta doctus’
Die Aufarbeitung der poetischen Tradition bis zurück zu ihren Wurzeln wurde ab Mitte der 1990er Jahre sichtbar, als Schrott in mehreren Publikationen umfassende Querschnitte der Literaturen vergangener Jahrtausende realisierte. Viel diskutiert wird seine Sammlung Die Erfindung der Poesie. Gedichte aus den ersten viertausend Jahren. Zugleich habilitierte er sich am Institut für Komparatistik der Universität Innsbruck mit der Arbeit Fragmente einer Sprache der Dichtung im europäischen Kontext. Poetische Strukturen von der griechischen Antike bis zum Dadaismus. Beide Schriften zeigen, wie Raoul Schrott das eigene Schreiben dynamisch in jeweils neue historische und poetologische Überlegungen einbetten will. Er arbeitet an keinem monolithischen, monothematischen Werk, sondern begreift die Geschichte der Literatur und daraus resultierend sein eigenes Schreiben als prozessual und veränderbar – und wird in den kommenden Jahren für diesen Anspruch immer wieder auch als „poeta doctus“ bezeichnet, der in seinen Werken die Kenntnis der Literatur seiner Vorgänger voraussetzt und bewusst weitertreibt.
Reden, Zeitungsbeiträge, Diskussionen oder Essays – gesammelt in Die Erde ist blau wie eine Orange. Poetisches, Polemisches, Privates (1999) oder Handbuch der Wolkenputzerei (2005) – rekurrieren darauf, dass Lyrik und generell Literatur nicht als isolierte Phänomene jenseits der Gesellschaft oder auch gesellschaftlicher Debatten zu betrachten sind. Schrott spricht und schreibt mit „universalpoetischem Ehrgeiz“ über Poetik und Literaturkritik, über die Ursprünge von Lyrik und Wissenschaft und über das Verhältnis zwischen Natur- und Geisteswissenschaften.
Diese universalistische Ausrichtung wurde immer bedeutsamer in Schrotts Werkgeschichte. 2011 etwa schrieb er gemeinsam mit dem Neurolinguisten der Freien Universität Berlin, Arthur M. Jacobs, den Band Gehirn und Gedicht, in dem er die kognitive Basis der einzelnen Stilformen der Literatur, von ihren essentiellen Denkmustern wie Metapher und Vergleich über ihre Bildlichkeit und Metrik herausarbeitete.
Im Frühjahr 2018 erscheint der Band „Politiken & Ideen“, der vier Essays enthält, welche an den Prozessen der Entstehung von Kultur interessiert ist und eine Betrachtung von Kultur betreiben, die diese als politisch begreift, insofern sie aus gesellschaftlichen Prozessen resultieren. Daneben publizierte Schrott eine Reihe von Reise-Essays wie Khamsin (2002) und Die fünfte Welt – Ein Logbuch (2007), welche die Erforschung und Erfahrung der Wüste zum Inhalt haben; für letzteren Band war Schrott Teil eines Expeditionsteams der Universität Köln, das den letzten noch verbliebenen weißen Flecken auf der Erde, das Erdi-Ma im Nordosten des Tschad, erkundete.

### Prosa
Mit seinem Roman Finis Terrae – Ein Nachlass (1995) gelang Schrott der Durchbruch als Schriftsteller; er wurde beim Bachmann-Wettbewerb 1994 mit dem Preis des Landes Kärnten und dann mit dem Literaturpreis der G 7 ausgezeichnet. Darin wird das fiktive Logbuch des griechischen Geographen und Astronomen Pytheas von Massalia (um 330 v. Chr.) den autobiographischen Schriften Ludwig Höhnels, eines Enkels des Afrikaforschers und Marineoffiziers Ludwig von Höhnel, gegenübergestellt, um dessen Leben und seine Krankheit zum Tode nachzuzeichnen.
Kürzere Prosa legte Raoul Schrott mit seiner Novelle Die Wüste Lop Nor (2000) vor, die Reisen zu den 'Singenden Dünen' in den verschiedensten Wüsten der Welt und Überlegungen zu den Ursachen ihres Klanges mit einer poetischen (Natur-)Geschichte der Liebe verknüpft.
2003 erschien der Roman Tristan da Cunha oder die Hälfte der Erde. Am entlegensten Ort der Welt, auf der titelgebenden Atlantikinsel Tristan da Cunha, kreuzen sich die Schicksale von drei Männern und einer Frau über die Jahrhunderte hinweg: Noomi Morholt, südafrikanische Wissenschaftlerin, die im Januar 2003 in die Antarktis unterwegs ist; Edwin Heron Dodgson, Bruder des berühmten Lewis Carroll und ein Priester, der die Siedler auf Tristan missionieren soll, ein Verhältnis mit einem Mädchen beginnt und sich dabei tief in Schuld verstrickt; Christian Reval, der im Zweiten Weltkrieg auf der Insel stationiert ist und Ende der sechziger Jahre beim Vermessen einer weiter südlich gelegenen Insel unter ungeklärten Umständen stirbt; und Mark Thompson, Briefmarkenhändler, der die Geschichte Tristan da Cunhas und damit auch die seiner gescheiterten Ehe rekonstruiert. Die Insel mit ihren schroffen Landschaften wird zum Fluchtpunkt und zur Projektionsfläche ihrer unterschiedlichen Liebesgeschichten, Sehnsüchte und Obsessionen. Von der Kritik wurde Tristan da Cunha oder die Hälfte der Erde überwiegend begeistert aufgenommen: Schrott beeindrucke vor allem durch „[e]ine Kraft der Sprache, von der nicht leicht ein Begriff sich geben lässt. Es erscheinen Passagen, die man nicht anders als mit angehaltenem Atem zu lesen vermag, Sätze, die einem tagelang nachgehen.“ Der Roman sei „Weltliteratur“, „ein Buch, das zeigt, was sich die Literatur deutscher Sprache am Anfang dieses Jahrhunderts trauen könnte.“ Es gab jedoch auch Einwände: „Wo so viel Systematik waltet, fehlt das Fleisch. […] Schrott […] wird […] zum Opfer seines Materials, ja seiner Hybris, in der Fiktion noch einmal zu wiederholen, was in der Wirklichkeit längst gescheitert ist: das Projekt der Universalgeschichtsschreibung.“
Das schweigende Kind

2012 erschien Raoul Schrotts Erzählung Das schweigende Kind. Die Geschichte erzählt von einem Maler, der während eines Aufenthalts in einem Sanatorium als eine Form der Therapie Briefe an seine Tochter schreibt. In den Briefen berichtet er von den Umständen, die zum Tod ihrer Mutter führten und schildert verschiedene Erinnerungen, von seiner Liebe zu dieser Frau, der Geburt der gemeinsamen Tochter, einem Wunschkind, und dem systematischen Entzug der Tochter durch die Mutter: Dargestellt wird dies als Kriminalfall, der am Schluss eine überraschende Wendung erfährt. Die Rezensionen zu diesem „Anti-Familienroman“ fielen überwiegend positiv aus. So wird nicht nur die Thematisierung jenes gesellschaftlichen Missstandes von rechtlosen Vätern im Sorgerechtsstreit und das vom Autor entworfene „ebenso glaubhafte wie bewegende Psychogramm einer Familientragödie“ lobend hervorgehoben, sondern auch Schrotts Sprache, die „bei aller Akribie des Beobachtens, Züge von lyrischer Zärtlichkeit“ trägt und „mit beängstigender Ruhe und betörender Schönheit von den Qualen eines Vaters“ erzählt.
Erste Erde

Nachdem die Beschäftigungen mit den Gilgamesch- und Ilias-Epen neben der historischen Rekonstruktion von Weltliteratur auch dem Beweis der Eigenkraft heutiger Dichtung gedient hatten, weitete Raoul Schrott diese Bewegung in den 2010er Jahren entschieden aus. Über sieben Jahre hinweg arbeitete er, unterstützt durch die Deutsche Bundeskulturstiftung, an dem Werk Erste Erde Epos, das 2016 erschien. Auf 850 Seiten versucht dieses Buch in Langgedichten eine zeitgenössische Bestimmung des Menschen im Universum, indem es ihn mit allen Erkenntnissen heutiger Naturwissenschaften konfrontiert. Vom Urknall über die Entstehung des Planeten bis hin zur Entstehung der Hominiden werden auf diverse poetische Weisen wissenschaftliche Erkenntnisse literarisch dargestellt, das Buch erzählt die Geschichte des Universums von diversen aufschlussreichen Orten auf dem ganzen Planeten her, etwa den Fundorten früher Steinsbildungen oder Skelettierungen.
In immer weiter wechselnden Formen ergibt sich so ein breites erzählerisches Panorama, das am Ende des Buches durch einen fast zweihundertseitigen Fachtext ergänzt wird, in dem die Entstehung des Universums und des Menschen aus Perspektive aller heutigen Wissenskategorien nachvollzogen wird. Mit diesem völlig aus den üblichen Veröffentlichungen der Gegenwartslyrik herausbrechenden Buch, das Raoul Schrott auf zahlreichen Podien und Veranstaltungen mit Naturwissenschaftlern, Theologen und Geisteswissenschaftlern der unterschiedlichsten Provenienzen diskutierte, wurde ein universalistischer Ansatz zeitgenössischer Dichtung markiert, wie die Kritik einhellig konzedierte: „Der Autor ist komparatistischer Literaturwissenschaftler, aber aus seinem Interesse am Naturgeschehen geht die Binnenstruktur dieses Opus magnum hervor, das sich, wie einst von den Alchemisten angestrebt, aus scheinbar zusammenhanglosen Massen herauskristallisiert.“ Damit ist der Erkenntnispunkt markiert, auf den Raoul Schrott in seinen literarischen und wissenschaftlichen Arbeiten grundsätzlich abzielt, nämlich die Überwindung allzu enger Disziplinengrenzen zugunsten einer an allen Belangen der empirischen Wirklichkeit interessierten, humanistischen Ästhetik: „Raoul Schrott hat das unmögliche Unterfangen gewagt, diese Geschichte der Welt vom Urknall bis zum Menschen ohne Metaphysik und Religion poetisch zu entfalten.“

### Übersetzungen
Seine Übersetzungsarbeiten, die mit Derek Walcotts Mittsommer (2001) auch zeitgenössische Lyrik umfassen, vor allem aber antike Texte in ein wirkungsäquivalentes Deutsch der Gegenwart übertragen und damit die Werke einem modernen Publikum wieder zugänglich machen, lösten jedes Mal breiten Widerhall aus. Dazu gehören die für das Wiener Burgtheater entstandenen Bakchen – Nach Euripides (1999) wie auch seine Auswahl altägyptischer Liebeslyrik Die Blüte des nackten Körpers (2010). Hervorzuheben sind hier das Epos von Gilgamesch, das sowohl eine textgetreue Übersetzung wie eine freie Bearbeitung des Stoffes erfuhr, sowie Homers Ilias oder Hesiods Theogonie.
Gilgamesh. Epos

2001 legte Raoul Schrott eine Übersetzung des Gilgamesch-Epos vor, die er auf der Grundlage jüngster Erkenntnisse mit den Assyriologen Robert Rollinger und Manfred Schretter erarbeitet hatte. Dafür wurde das fehlende Fünftel des Textes mithilfe an anderen Orten aufgefundener Fragmente der ninivitischen Fassung dieses Epos rekonstruiert. Von der Kritik wurde Gilgamesh. Epos überwiegend positiv aufgenommen: „Wer heute auf Deutsch das Epos von Gilgamesch lesen will, so weit und so genau es Textbestand und Forschungslage erlauben, wird um Raoul Schrotts Übertragung […] nicht herumkommen.“ Die Übersetzung wurde dann zum Ausgangspunkt für eine eigenständige Neufassung des Stoffes in dem Band, die auch dessen ältere Quellen mit aufarbeitete; diese dramatisierte Fassung wurde 2002 im Wiener Akademietheater uraufgeführt.
Ilias und Troja-Frage

Zwischen 2005 und 2008 arbeitete Schrott an einer Neuübersetzung von Homers Ilias. Für die Hörspielredaktionen des Hessischen Rundfunks und des Deutschlandfunks arbeitete Klaus Buhlert parallel mit Schrott an einer Hörversion mit dem Sprecher Manfred Zapatka. Als Hörbuch und Buch erschien die Ilias zur Buchmesse Frankfurt 2008. Dazu befasste er sich mit neueren internationalen Veröffentlichungen der komparativen Literaturwissenschaft, die seiner Meinung nach vielfache Bezüge zwischen Homer und assyrischen Texten aufgezeigt haben. Er stellte die These weiterer Parallelen zwischen altorientalischen und den homerischen Schriften auf, zudem von Verbindungen zur Genesis des Alten Testaments. Dazu stellte er fest: „Die Gräzisten und die Assyriologen nehmen bisher kaum Notiz voneinander, Okzident und Orient werden in der Literaturwissenschaft im Unterschied zur Archäologie oder Ethnologie noch immer ideologisch und kulturell getrennt.“
Schrott erweiterte das geplante literaturwissenschaftliche Vorwort der Übertragung zu einer separaten Veröffentlichung über die „Homerische Frage“, in der er darlegte, dass der Grieche Homer im assyrischen Kulturraum gelebt haben müsse. Er verglich die Landschaftsbeschreibungen der Ilias mit den westlichsten Teilen des assyrischen Einflussgebietes und fand („hunderte“) Verweise auf die Landschaft um Karatepe in Kilikien. Für Schrott ist Homer ein griechischer Schreiber in assyrischen Diensten in Karatepe, der sich, um den Schreiberposten zu erlangen, entmannen lassen habe, was Eigenheiten seiner Erzählung erkläre. Er habe alte griechische Motive vom Trojanischen Krieg den lokalen Gegebenheiten angepasst und in die dortigen Erzähltraditionen gekleidet.
Schrotts Thesen zu Homer und Troja, die er am 22. Dezember 2007 in der Frankfurter Allgemeinen Zeitung veröffentlichte, stießen zunächst auf den Widerspruch einiger Wissenschaftler, deren Werk direkt von einem entsprechenden Paradigmenwechsel betroffen gewesen wäre, wie etwa des Gräzisten Joachim Latacz, des Altphilologen Paul Dräger oder des Althistorikers Stefan Rebenich. Die italienischen Altphilologen Bruno Gentili und Carmine Catenacci warfen Schrott verfehlte methodische Ansätze, linguistisch abwegige Konstruktionen und „Fantastereien“ vor. Andere Wissenschaftler wie Robert Rollinger, Walter Burkert und Christoph Ulf hielten seine Thesen für diskussionswürdig und „horizonterweiternd“, auch wenn sie diese im Ergebnis überwiegend ablehnen. Bei den meisten bisher bekannt gewordenen Stellungnahmen von Forschern überwiegt jedenfalls die Skepsis.
Am 13./14. November 2008 diskutierten Assyriologen, Hethitologen und Gräzisten in einem Symposion in Innsbruck über die Thesen Raoul Schrotts. Dabei fanden Schrotts Thesen bei keinem der Teilnehmer Zuspruch. Ivo Hajnal bemerkte dazu in einem 2011 erschienenen Aufsatz von 2008, dass es ein Verdienst Raoul Schrotts sei, trotz aller Kritiken im Detail das Augenmerk der Homerforschung in eine neue Richtung gelenkt zu haben. Schrotts Interpretationen seien nicht immer frei von Widersprüchen, und es gebe Probleme methodischer Natur bei der Festlegung von Namensgleichungen. „Raoul Schrotts These mag richtig oder falsch sein – doch regt sie dazu an, das frühe Kilikien in unsere Überlegungen einzubeziehen.“ Jüngere Forschungen gehen mittlerweile davon aus, dass die Bergfestung Karatepe, in der Schrott Troja verortet, tatsächlich von Griechen bewohnt wurde.
Schrott ergänzte seine Thesen zur Ilias-Sage im Herbst 2015 durch eine Neuinterpretation des Werkbeginns. Das bisherige Verständnis, wonach das Epos als Gesang einer Muse konzipiert sei, führt er auf einen Übersetzungsfehler zurück; in Wirklichkeit trage der Erzähler den Gesang seiner Adressatin selbst vor und wende sich mit dem einleitenden Ausspruch Aeide Thea („Heb an, Göttin!“) an die Titanin Themis, die über den Ausgang des Trojanischen Krieges und das Schicksal seiner Protagonisten – speziell des Achilleus – richten solle.
Hesiods Theogonie

2014 erschien Schrotts Übersetzung von Hesiods Theogonie, die von einem umfangreichen Essay über die Herkunft der Musen aus dem nordsyrischen Raum – dem Musa Dağı an der kilikischen Grenze – begleitet wurde, wo die Archäologie eine unzweideutige Transferroute vom griechischen Emporion al Mina nach Euböa identifizieren kann. Schrott legt darin detailliert die griechischen Assimilationsprozesse des Kults um die hethitische Göttin der Gerechtigkeit, Hepat-Musuni, dar, die sich erst nach Hesiod langsam zur Muse wandelte, um dabei auch weitere Bezüge zur homerischen Frage offenzulegen.

## Werke

### Veröffentlichungen, Übersetzungen
- Dada 1921–1922 in Tirol. Universität Innsbruck, Dissertation 1988
- Dada 21/22. Musikalische Fischsuppe mit Reiseeindrücken. Eine Dokumentation über die beiden Dadajahre in Tirol. Haymon, Innsbruck 1988. ISBN 3-85218-037-6
- Makame. Gedichte. Haymon, Innsbruck 1989. ISBN 3-85218-061-9.
- Walter Serner 1889–1942 und Dada. Ein Forschungsbericht mit neuen Dokumenten. Reihe: Vergessene Autoren der Moderne, 41. Anhang: Gemeinschaftsarbeiten von Arp, Serner und Tzara. Universität Siegen 1989 ISSN 0177-9869
- Die Legenden vom Tod. Mit Bildern von Adolf Frohner. Haymon, Innsbruck 1990. ISBN 3-85218-079-1.
- Dada 15/25. Haymon, Innsbruck 1992. ISBN 3-85218-117-8.
- Dadautriche 1907–1970. Herausgegeben von Günther Dankl und Raoul Schrott. Mit Beiträgen von Raoul Schrott u. a. Haymon, Innsbruck 1993, ISBN 3-85218-141-0.
- Sub Rosa. Mit Zeichnungen von Arnold Mario Dall'o. Haymon, Innsbruck 1993, ISBN 3-85218-126-7.
- Finis Terrae. Ein Nachlass. Haymon, Innsbruck 1995, ISBN 3-85218-197-6.
- Hotels. Haymon, Innsbruck 1995, ISBN 3-85218-193-3.
- Die Erfindung der Poesie. Gedichte aus den ersten viertausend Jahren. Reihe: Die Andere Bibliothek, 154. Eichborn, Frankfurt 1997, ISBN 3-8218-4154-0.
- Fragmente einer Sprache der Dichtung im europäischen Kontext. Poetische Strukturen von der griechischen Antike bis zum Dadaismus. Habilitationsschrift. Universität Innsbruck, Innsbruck 1997.
- Tropen. Über das Erhabene. Gedichte. Hanser, München 1998, ISBN 3-446-19502-5.
- Die Erde ist blau wie eine Orange. Polemisches, Poetisches, Privates. dtv, München 1999, ISBN 3-423-12704-X.
- Fragmente einer Sprache der Dichtung. Graz 1997, ISBN 3-85420-471-X.
- Bakchen, nach Euripides. Hanser, München 1999, ISBN 3-446-19811-3. (2000 uraufgeführt am Wiener Burgtheater)
- Die Musen. Ungekürzte, vom Autor neu durchges. Ausgabe. dtv, München 2000, ISBN 3-423-12788-0.
- Die Wüste Lop Nor. Novelle. Hanser, München 2000, ISBN 3-446-19921-7.
- Gilgamesh Epos. Fischer, Frankfurt am Main 2001, 2004, ISBN 3-596-15703-X (uraufgeführt am Wiener Akademietheater).
- Das Geschlecht der Engel, der Himmel der Heiligen: ein Brevier. Hanser, München 2001, ISBN 3-446-20020-7.
- Khamsin. Fischer, Frankfurt 2002, ISBN 3-10-073540-4. (Enth. außerdem: Die Namen der Wüste.)
- Tristan da Cunha oder Die Hälfte der Erde. Roman. Hanser, München 2003, ISBN 3-446-20355-9.
- Der wölfische Hunger. Über das Alter der Jugend. Rede an die Abiturienten des Jahrgangs 2004. Hrsg. von Ralph Schock. Gollenstein, Blieskastel 2004, ISBN 3-935731-77-9.
- Weissbuch. Hanser, München 2004. ISBN 3-446-20540-3.
- Handbuch der Wolkenputzerei. Gesammelte Essays. Hanser, München 2005, ISBN 3-446-20576-4.
- Die fünfte Welt, ein Logbuch. Haymon, Innsbruck 2007, ISBN 978-3-85218-524-8.
- Homers Heimat. Der Kampf um Troia und seine realen Hintergründe. Hanser, München 2008. ISBN 978-3-446-23023-1.[41]
- Ilias. Neu übertragen von Raoul Schrott. Hanser, München 2008, ISBN 978-3-446-23046-0.
- Die Politik des Heiligen. In: Lettre International, 88, 2010.
- Die Blüte des nackten Körpers. Liebesgedichte aus dem Alten Ägypten. Übertragen von Raoul Schrott. Hanser, München 2010, ISBN 978-3-446-23485-7.
- Liebesgedichte. Nachwort Oliver Lubrich. Insel, Frankfurt am Main 2010, ISBN 3-458-35302-X.
- zusammen mit Arthur Jacobs: Gehirn und Gedicht. Wie wir unsere Wirklichkeit konstruieren. Carl Hanser Verlag, München 2011, ISBN 978-3-446-23656-1.
- Das schweigende Kind. Erzählung. Carl Hanser Verlag, München 2012, ISBN 978-3-446-23864-0.
- übersetzt und erläutert: Hesiod: Theogonie. Carl Hanser Verlag, München 2014, ISBN 978-3-446-24615-7.
- Die Kunst an nichts zu glauben. Gedichte. Carl Hanser Verlag, München 2015, ISBN 978-3-446-24965-3.
- Erste Erde. Epos. Carl Hanser Verlag, München 2016, ISBN 978-3-446-25282-0.
- Politiken & Ideen. Carl Hanser Verlag, München 2018, ISBN 978-3-446-25822-8.
- Übersetzung aus dem Französischen: Martin Schneitewind, An den Mauern des Paradieses. Roman. Mit einem Nachwort von Michael Köhlmeier, dtv Verlagsgesellschaft, München 2019, ISBN 978-3-423-28187-4.
- Eine Geschichte des Windes oder Von dem deutschen Kanonier der erstmals die Welt umrundete und dann ein zweites und ein drittes Mal. Roman, Hanser, München 2019, ISBN 978-3-446-26380-2.
- Inventur des Sommers. Carl Hanser Verlag, München 2023, ISBN 978-3-446-27633-8.
- Atlas der Sternenhimmel und Schöpfungsmythen der Menschheit. Carl Hanser, München 2024, ISBN 978-3-446-28122-6.[42]

#### Als Herausgeber
- mit Christoph Buchwald: Jahrbuch der Lyrik. Fischer, Frankfurt 1999ff. ISSN 0942-9093

### Filme
- Homers neue Heimat. Wie orientalisch war der trojanische Krieg. Dokumentation, 2008, 15 Min., Buch und Regie: Wolfgang Herles, Produktion: ZDFdokukanal, Erstsendung: 5. März 2008, Inhaltsangabe
- Homers wahre Heimat – Mit Raoul Schrott auf der Suche nach Troja. Dokumentarfilm, Deutschland, 2008, 45 Min., Buch und Regie: Tilman Urbach, Produktion: Bayerisches Fernsehen, Inhaltsangabe vom BR und Filmanfang.
- War Homer überhaupt Grieche? Diskussion, Österreich, 2008, 60 Min., Produktion: ORF, Club 2, Erstsendung: 3. Dezember 2008, Inhaltsangabe von ORF 2. Mit Raoul Schrott, Robert Rollinger (Historiker), Marion Meyer (Archäologin), Georg Danek (Klassischer Philologe), Karlheinz Töchterle (Philologe und Universitätsrektor) und Gabriele Werner (Kunsthistorikerin)
- Verblüffend frisch: die Ilias – Raoul Schrotts umstrittene Neuübersetzung des «Lied des Zornes». Gespräch, Schweiz, 2009, 60 Min., Moderation: Monika Maria Trost, Produktion: Schweizer Fernsehen, Reihe: Sternstunde Philosophie, Erstsendung 22. Februar 2009, Sternstunde Philosophie: Verblüffend frisch: die Ilias – Raoul Schrotts umstrittene Neuübersetzung des «Lied des Zornes» (Kein Video mehr) – Sternstunde Philosophie vom 22. Februar 2009
- Der Fall Troia – Homers letztes Geheimnis. Dokumentarfilm, Deutschland, 2010, 45 Min., Buch und Regie: Peter Moers und Frank Papenbroock, Produktion: ZDF, Erstsendung: 31. Januar 2010, Inhaltsangabe, Sprecher: Gert Heidenreich. Schrotts These einer kilikischen Verortung der Ilias steht im Zentrum des Films.

### Hörspiele
- 1994–1995: Lingua franca sonora. Vierteiliges Hörspiel. I: Lengua d’Oc – okzitanische Poesie der Gegenwart. II: Brezhoneg – bretonische Poesie der Gegenwart. III: Dichtung der Bretonen. IV: Dichtung der Korsen. Regie: Bernhard Jugel/Raoul Schrott. Produktion: BR 1994–1995.
- 1995: Hotels – Ein akustisches Triptychon. Mit Marcus Calvin (Er), Juliane Köhler (Sie), Thomas Holtzmann (Der Alte) u. a. Regie: Klaus Buhlert/Raoul Schrott. BR 1995.
- 1996: Finis Terrae. Hörspiel mit Rolf Boysen (Pytheas von Massalia), Ignaz Kirchner (Ludwig Höhnel), Werner Wölbern (Ghjuvan Schiaparelli). Komposition und Regie: Klaus Buhlert. Produktion: BR Hörspiel und Medienkunst/ORF 1996.
- 1998: Die Erfindung der Poesie. 12-teilige akustische Anthologie. Mit Raoul Schrott. Regie: Klaus Buhlert. BR/HR/ORF 1998.
- 2000: Die Wüste Lop Nor. Mit Sylvester Groth (Erzähler), Michael Maertens (Raoul), Karin Eickelbaum (Töröks Frau), Peter Fricke (Török), Julia Stemberger (Elif). Realisation: Barbara Schäfer/Ulrike Haage. BR Hörspiel und Medienkunst 2000.
- 2001: Gilgamesh. Vierteiliges Hörspiel mit Kathrin Angerer, Josef Bierbichler, Jutta Hoffmann, Felix von Manteuffel, Martin Wuttke u. a. Bearbeitung, Komposition und Regie: Klaus Buhlert. BR Hörspiel und Medienkunst 2001.
- 2003: Tristan da Cunha oder Die Hälfte der Erde. Hörspiel in drei Teilen. Mit Friedhelm Ptok, Christian Redl, Jens Harzer, Sophie von Kessel, Kathrin Angerer. Bearbeitung: Michael Farin, Komposition: Helga Pogatschar, Regie: Ulrich Lampen. BR Hörspiel und Medienkunst 2003. Als Podcast/Download im BR Hörspiel Pool.[43]
- 2011: Projekt Die erste Erde I. SWR, BR, 2011[44]
- 2013–2016: Erste Erde Epos. 18 Hörspiele und 15 Gespräche mit Wissenschaftlern. Mit: Axel Milberg, Ulrich Noethen, Sibylle Canonica u. a. Regie: Michael Farin. BR Hörspiel und Medienkunst 2013–2016. Als Podcast/Download im BR Hörspiel Pool[45]
- 2014: Theogonie. Hörspiel in zwei Teilen, Bearbeitung, Komposition und Regie: Klaus Buhlert. SWR/NDR
- 2021: Euripides. Die Orestie. Hörspiel in zwei Teilen, Hörspielbearbeitung und Regie: Michael Farin. Deutschlandfunk Kultur[46][47]

## Mitgliedschaften
- Seit 2002: Deutsche Akademie für Sprache und Dichtung

## Auszeichnungen
- 1993: Österreichisches Staatsstipendium
- 1994: Preis des Landes Kärnten beim Ingeborg-Bachmann-Wettbewerb
- 1995: Leonce-und-Lena-Preis
- 1996: Rauriser Literaturpreis
- 1996: Förderpreis des Friedrich-Hölderlin-Preises der Stadt Bad Homburg
- 1996: Berliner Literaturpreis
- 1997: Shortlist des Aristeion-Preises
- 1998: Sebetia Ter-Kulturpreis der G7-Konferenz in Neapel
- 1999: Peter-Huchel-Preis
- 2002: Österreichischer Förderungspreis für Literatur
- 2004: Mainzer Stadtschreiber Stadtschreiber-Literaturpreis des ZDF und der Stadt Mainz
- 2004: Joseph-Breitbach-Preis
- 2007: Guntram und Irene Rinke Stiftung
- 2009: Tiroler Landespreis für Kunst
- seit 2010: Projektförderung Die erste Erde durch die Kulturstiftung des Bundes – Deutschland
- 2023: Ernst-Jandl-Dozentur für Poetik, Universität Wien[48]